# Habaum
Der Habaum ist ein Bergrücken, der als Fortsetzung der Linkerskopf-Nordflanke nach Norden zieht und das Bacherloch vom Rappenalptal trennt. Er hat Höhenpunkte von 1.778 m bzw. 1.713,4 m. In den Karten und in der alpinen Literatur wird er oft falsch als Heubaum bezeichnet.
Obwohl der Habaum nur einen Rücken darstellt, hat er dennoch touristisches Interesse, denn über ihn verläuft der landschaftlich eindrucksvollste Anstieg auf den Linkerskopf. Den Habaum erreicht man nur weglos über steiles Gras von Petersälpele, wobei alpine Erfahrung, Trittsicherheit und Schwindelfreiheit unbedingt notwendig sind. Die in älteren Karten teilweise noch eingezeichneten Wege sind alle verfallen.

## Einzelnachweise

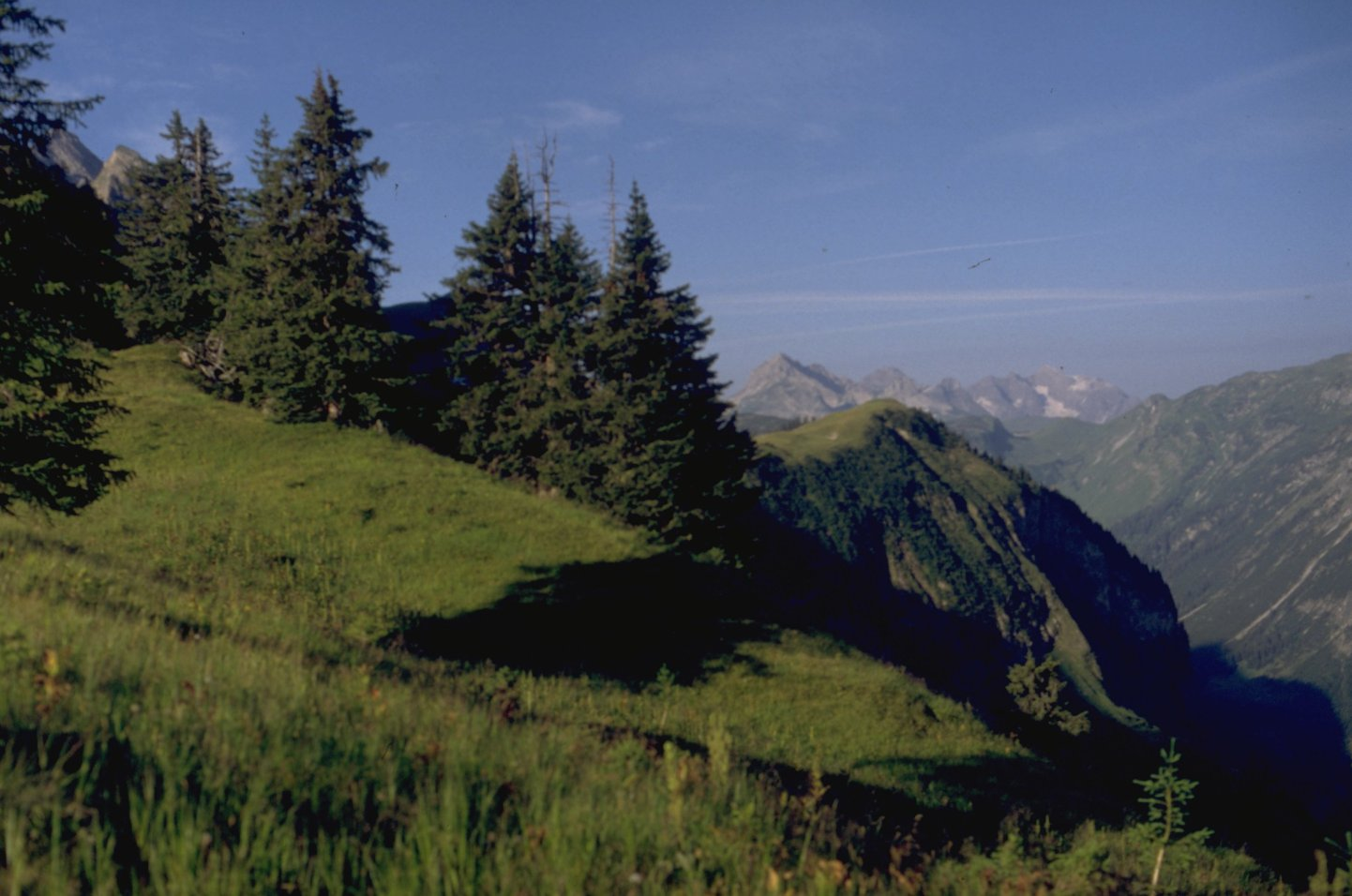
Blick vom Habaum nach Südwesten ins hintere Rappenalptal